# Стенли Кјубрик
Стенли Кјубрик (енгл. Stanley Kubrick; Менхетен, 26. јул 1928 — Чилдвикбери Мејнор крај Лондона, 7. март 1999) био је амерички филмски режисер, сценариста и фотограф. Широко сматран једним од највећих филмских стваралаца свих времена, скоро сви његови филмови су били адаптације романа или приповедака, обухватајући бројне жанрове и карактеристични по својој техничкој савршености, инвентивном приступу филмском сценарију и окрутној циничној досетљивости.
Рођен у Њујорку, Кјубрик је био просечан ученик, али је од малих ногу показивао велико интересовање за књижевност, фотографију и филм; почео је сам да учи филмску продукцију и режију након завршетка средње школе. Након што је радио као фотограф за часопис Look крајем 1940-их и почетком 1950-их, почео је да снима нискобуџетне кратке филмове и снимио је свој први велики холивудски филм, Узалудна пљачка, за United Artists 1956. године. Након тога су уследиле две сарадње са Кирком Дагласом: антиратни филм Стазе славе (1957) и историјски епски филм Спартак (1960).
Године 1961, Кјубрик је напустио Сједињене Државе због забринутости због криминала у земљи, као и растућег незадовољства начином функционисања Холивуда и креативних разлика са Дагласом и филмским студијима. Преселио се у  Енглеску, коју ће напустити само неколико пута до краја живота. Године 1978, настанио се у Чајлдвикбери Манору са супругом Кристијаном, и то је постало његово радно место где је централизовао писање, истраживање, монтажу и управљање својим продукцијама. То му је омогућило готово потпуну уметничку контролу над својим филмовима, уз ретку предност финансијске подршке великих холивудских студија. Његове прве продукције у Енглеској била су два филма са Питером Селерсом: филмска адаптација Лолита из 1962. и црна комедија из времена Хладног рата Доктор Стрејнџлав (1964).
Перфекциониста који је преузео директну контролу над већином аспеката свог филмског стваралаштва, Кјубрик је развио стручност у писању, монтажи, градацији боја, промоцији и приказивању. Био је познат по пажљивости у истраживању својих филмова и постављању сцена, извођеним у тесној координацији са својим глумцима, екипом и другим сарадницима. Често је тражио неколико десетина понављања истог кадра у филму, често збуњујући и фрустрирајући своје глумце. Упркос озлоглашености коју је то изазвало, многи Кјубрикови филмови су пробили нове кинематографске путеве и сада се сматрају прекретницама. Научни реализам и иновативни специјални ефекти у његовом научнофантастичном епу 2001: Одисеја у свемиру (1968) били су први у историји кинематографије, а филм му је донео једину награду Оскар (за најбоље визуелне ефекте). Режисер Стивен Спилберг назвао је филм „великим праском“ своје генерације и сматра се једним од најбољих филмова икада снимљених.
Иако су многи Кјубрикови филмови били контроверзни и у почетку су добијали помешане критике — посебно брутални филм Паклена поморанџа (1971), који је Кјубрик повукао из дистрибуције у Великој Британији након медијске помаме — већина је била номинована за награде Оскар, Златни глобус или награде БАФТА и прошла је кроз поновну критичку евалуацију. За филм Бери Линдон (1975), Кјубрик је набавио сочива која је развио Карл Цајс за НАСА-у како би снимао сцене уз светлост свећа. Са хорор филмом Исијавање (1980), постао је један од првих редитеља који је користио стедикам за стабилизоване и флуидно праћене снимке, технологију која је била кључна за његов филм о Вијетнамском рату Бојеви метак (1987). Неколико дана након што је био домаћин пројекције за своју породицу и звезде свог последњег филма, еротске драме Широм затворених очију (1999), преминуо је у 70. години.

## Младост
Кјубрик је рођен у јеврејској породици у њујоршкој општини Менхетн 26. јула 1928. године. Био је прво од двоје деце Џејкоба Ленарда Кјубрика, познатог као Џек или Жак и његове супруге Сејди Гертруде Кјубрик (рођене Первелер), познате као Герт. Његова сестра Барбара Мери Кјубрик рођена је у мају 1934. године. Џек, чији су родитељи и баба и деда по оцу били пољско-јеврејског и румунско-јеврејског порекла, био је хомеопатски лекар, дипломирао је на Њујоршком хомеопатском медицинском колеџу 1927. године, исте године када се оженио Кјубриковим мајком, која је била дете аустријско-јеврејских имиграната. Дана 27. децембра 1899. године, Кјубриков прадеда Херш Кјубрик стигао је на острво Елис преко Ливерпула бродом у 47. години живота, остављајући за собом супругу и двоје одрасле деце (од којих је једно био Стенлијев деда Елијас) да би започео нови живот са млађом женом. Елијас је кренуо за њим 1902. године. По Стенлијевом рођењу, Кјубрикови су живели у Бронксу. Његови родитељи су се венчали на јеврејској церемонији, али Кјубрик није био религиозно одгајан. Његов отац је био лекар и, по стандардима Западног Бронкса, породица је била прилично богата.
Убрзо након рођења своје сестре, Кјубрик је почео да се школује у Јавној школи 3 у Бронксу и прешао је у Јавну школу 90 у јуну 1938. Његов коефицијент интелигенције био је изнад просека, али је његова посећеност била лоша. Показивао је интересовање за књижевност од малих ногу и почео је да чита грчке и римске митове и басне браће Грим, што му је „усадило доживотну повезаност са Европом“. Већину субота током лета проводио је гледајући Њујорк Јенкије, а касније је фотографисао два дечака како гледају утакмицу у задатку за часопис Look како би опонашао своје детињско узбуђење према бејзболу. Када је Кјубрик имао 12 година, његов отац Џек га је научио шаху. Игра је остала његово доживотно интересовање, појављујући се у многим његовим филмовима. Кјубрик, који је касније постао члан Шаховске федерације Сједињених Држава, објаснио је да му је шах помогао да развије „стрпљење и дисциплину“ у доношењу одлука. Када је имао 13 година, његов отац му је купио Graflex камеру, што је код њега изазвало фасцинацију фотографијом. Спријатељио се са комшијом, Марвином Тробом, који је делио његову страст према фотографији. Троб је имао своју мрачну комору где су он и млади Кјубрик проводили сате прегледајући фотографије и посматрајући како хемикалије „магично стварају слике на фотографском папиру“. Њих двојица су се препустили бројним фотографским пројектима за које су лутали улицама тражећи занимљиве субјекте за снимање и проводили време у локалним биоскопима проучавајући филмове. Фотограф Виги (Артур Фелиг) као фриленсер имао је значајан утицај на Кјубриков развој као фотографа; Кјубрик је касније ангажовао Фелига као специјалног фотографа за филм Доктор Стрејнџлав (1964). Као тинејџер, Кјубрик се такође интересовао за џез и накратко је покушао каријеру бубњара.
Кјубрик је похађао средњу школу Вилијам Хауард Тафт од 1941. до 1945. године. Придружио се школском фотографском клубу, што му је омогућило да фотографише школске догађаје у свом часопису. Био је осредњи ученик, са просеком оцена 67/D+. Интровертан и стидљив, Кјубрик је имао низак ниво посећености и често је избегавао школу да би гледао филмове. Дипломирао је 1945. године, али његове лоше оцене, у комбинацији са захтевима за упис на факултет од стране војника који су се враћали из Другог светског рата, елиминисале су сваку наду у високо образовање. Кјубрик је касније презриво говорио о свом образовању и америчком школовању у целини, тврдећи да су школе неефикасне у стимулисању критичког размишљања и интересовања ученика. Његов отац је био разочаран синовљевим неуспехом да постигне изврсност у школи за коју је знао да је Стенли у потпуности способан. Џек је такође подстицао Стенлија да чита из породичне библиотеке код куће, док је дозвољавао Стенлију да се бави фотографијом као озбиљним хобијем.

## Фотографска каријера
Док је био у средњој школи, Кјубрик је изабран за званичног школског фотографа. Средином 1940-их, пошто није могао да добије пријем на дневну наставу на колеџима, кратко је похађао вечерњу наставу на Градском колеџу у Њујорку, који је имао отворене пријеме. На крају је продао фотографску серију часопису Look, која је штампана 26. јуна 1945. Кјубрик је допуњавао своје приходе играјући шах за неколико центи у Вашингтон сквер парку и разним шаховским клубовима на Менхетну.
Године 1946. постао је фотографски шегрт за часопис Look, а касније и стални фотограф. Г. Ворен Шлоат млађи, још један нови фотограф часописа у то време, сећао се да је сматрао да Кјубрику недостаје личност да би успео као редитељ у Холивуду, рекавши: „Стенли је био тих момак. Није много говорио. Био је мршав, кошчат и помало сиромашан — као што смо сви били.“ Кјубрик је брзо постао познат по свом приповедању кроз фотографије. Његова прва фотографија, објављена 16. априла 1946. године, носила је наслов „Кратка прича са филмског балкона“ и приказивала је свађу између мушкарца и жене, током које мушкарац добија шамар, искрено изненађен. У другом задатку, Кјубрик је направио 18 фотографија разних људи који чекају у стоматолошкој ординацији. Ретроспективно се каже да је овај пројекат показао рано интересовање Кјубрика за снимање појединаца и њихових осећања у свакодневним окружењима. Године 1948, послат је у Португал да документује путописни чланак, а касније те године је извештавао о циркусу Ringling Bros. and Barnum & Bailey Circus у Сарасоти, Флорида.
Као ентузијаста за бокс, Кјубрик је временом почео да фотографише боксерске мечеве за часопис. Његов најранији снимак, „Prizefighter“, објављен је 18. јануара 1949. године, а забележио је боксерски меч и догађаје који су му претходили, са америчким боксером средње категорије Волтером Картјеом. 2. априла 1949. године објавио је фото-есеј „Chicago-City of Extremes“ у часопису Look, који је рано показао његов таленат за стварање атмосфере сликама. Следеће године, у јулу 1950. године, часопис је објавио његов фото-есеј „Working Debutante – Betsy von Furstenberg“, у којем се у позадини налазио портрет Анхеле Ф. де Сото, који је радио Пабло Пикасо. Кјубрик је такође добио задатак да фотографише бројне џез музичаре, од Френка Синатре и Ерола Гарнера до Џорџа Луиса, Едија Кондона, Фила Наполеона, Папе Селестина, Алфонса Пикуа, Магсија Спанијеа, Шаркија Бонана и других.
Кјубрик се оженио својом љубављу из средње школе, Тобом Мец, 28. маја 1948. Живели су заједно у малом стану на адреси 36 Вест 16. улица, поред Шесте авеније, северно од Гринич Вилиџа. Током овог периода, Кјубрик је почео да често посећује филмске пројекције у Музеју модерне уметности и биоскопима у Њујорку. Инспирисао га је сложен, флуидан рад камере француског редитеља Макса Офилса, чији су филмови утицали на Кјубриков визуелни стил, и редитељ Елија Казан, кога је описао као „најбољег америчког редитеља“ у то време, са његовом способношћу да „чини чуда“ са својим глумцима. Пријатељи су почели да примећују да је Кјубрик постао опседнут уметношћу снимања филмова – један пријатељ, Дејвид Вон, приметио је да би Кјубрик пажљиво проучавао филм у биоскопу када би се утишао, а враћао би се читању својих новина када би људи почели да причају. Проводио је много сати читајући књиге о филмској теорији и пишући белешке. Посебно су га инспирисали Сергеј Ајзенштајн и Артур Ротштајн, фотографски технички директор часописа Look.

## Филмска каријера

### Холивудски успех (1955–1962)
Док је играо шах на Вашингтон скверу, Кјубрик је упознао продуцента Џејмса Б. Хариса, који је сматрао Кјубрика „најинтелигентнијом, најкреативнијом особом коју је упознао“. Њих двојица су 1955. године основали корпорацију Harris-Kubrick Pictures. Харис је купио права на роман Лајонела Вајта Clean Break за 10.000 долара, а Кјубрик је написао сценарио, али на Кјубриков предлог, ангажовали су писца филм ноара Џима Томпсона да напише дијалог за филм — који је постао Узалудна пљачка (1956) — о пажљиво испланираној пљачки на тркалишту која је пошла по злу. У филму је главну улогу играо Стерлинг Хејден, који је импресионирао Кјубрика својом глумом у филму Џунгла на асфалту (1950).
Кјубрик и Харис су се преселили у Лос Анђелес и потписали уговор са агенцијом „Jaffe“ за снимање филма, који је постао Кјубриков први дугометражни играни филм снимљен са професионалном глумачком екипом. Холивудски синдикат је изјавио да Кјубрику неће бити дозвољено да буде и редитељ и сниматељ, што је резултирало ангажовањем ветерана сниматеља Лусијена Баларда. Кјубрик је пристао да се одрекне хонорара за продукцију, која је снимана 24 дана са буџетом од 330.000 долара. Сукобио се са Балардом током снимања, а једном приликом је претио да ће отпустити Баларда након спора око камере, упркос томе што је имао само 27 година и био 20 година млађи од Баларда. Хејден се присетио да је Кјубрик био „хладан и дистанциран. Веома механички, увек самоуверен. Радио сам са мало редитеља који су толико добри“.
Филм Узалудна пљачка није успео да обезбеди одговарајуће приказивање широм Сједињених Држава; зарадио је мало новца и промовисан је тек у последњем тренутку, као други филм после вестерна Бандидо! (1956). Неколико савремених критичара је похвалило филм, а рецензент часописа Time је упоредио његов рад са камером са радом Орсона Велса. Данас, критичари генерално сматрају да је Узалудна пљачка један од најбољих филмова Кјубрикове ране каријере; његова нелинеарна нарација и  извршење такође су имали велики утицај на касније редитеље криминалистичких филмова, укључујући Квентина Тарантина. Дор Шари из Метро-Голдвин-Мајера (MGM) такође је био веома импресиониран и понудио је Кјубрику и Харису 75.000 долара да напишу сценарио, режирају и продуцирају филм, који је на крају постао Стазе славе (1957).
Филм Стазе славе, смештен током Првог светског рата, заснован је на истоименом антиратном роману Хамфрија Коба из 1935. године. Шари је био упознат са романом, али је изјавио да МГМ неће финансирати још један ратни филм, с обзиром на њихову подршку антиратном филму Црвена значка храбрости (1951). Након што је Шари отпуштен из МГМ-а у великој промени, Кјубрик и Харис су успели да заинтересују Кирка Дагласа за улогу пуковника Дакса. Даглас је, заузврат, потписао уговор о копродукцији три филма са својом филмском кућом, "Bryna Productions", што је обезбедило уговор о финансирању и дистрибуцији за Стазе славе и два наредна филма са United Artists. Филм, снимљен у Минхену од марта 1957. године, прати јединицу француске војске којој је наређено да крене у немогућу мисију, а затим следи суђење тројици војника, произвољно изабраних, због недоличног понашања. Дакс је задужен да брани људе на Војном суду. За сцену битке, Кјубрик је педантно поређао шест камера једну за другом дуж границе ничије земље, при чему је свака камера снимала одређено поље и нумерисала га, а сваком од стотина статиста је дао број за зону у којој ће погинути. Кјубрик је користио Arriflex камеру за битку, зумирајући на Дагласа. Стазе славе постао је Кјубриков први значајан комерцијални филмски успех и етаблирао га је као перспективног младог филмског ствараоца. Критичари су похвалили несентименталне, оскудне и неулепшане борбене сцене филма и његову сирову, црно-белу кинематографију. Упркос похвалама, датум премијере за Божић је критикован, а тема је била контроверзна у Европи. Филм је био забрањен у Француској до 1974. због „неласкавог“ приказа француске војске, а цензурисала га је и швајцарска војска до 1970.
У октобру 1957. године, након светске премијере филма Стазе славе у Немачкој, Bryna Productions је откупила аутобиографију канадског свештеника, који је постао мајстор обарања сефова, I Stole $16,000,000, посебно за Стенлија Кјубрика и Џејмса Б. Хариса. Филм је требало да буде други у копродукцијском уговору између Bryna Productions и Harris-Kubrick Pictures, који је Кјубрик требало да напише и режира, Харис да буде копродуцент, а Даглас да буде копродуцент и да глуми. У новембру 1957. године, Гевин Ламберт је потписао уговор као уредник приче за филм и са Кјубриком је завршио сценарио под називом God Fearing Man, али филм никада није снимљен.
Марлон Брандо је контактирао Кјубрика, тражећи од њега да режира филмску адаптацију вестерна Чарлса Најдера, „Аутентична смрт Хендрија Џонса“, где су главни ликови Пет Гарет и Били Кид. Брандо је био импресиониран, рекавши: „Стенли је необично проницљив и деликатног осећаја за људе. Има вешт интелект и креативан је мислилац – не понавља, не сакупља чињенице. Он вари оно што научи и у нови пројекат доноси оригиналну тачку гледишта и уздржану страст“. Њих двојица су шест месеци радили на сценарију, који је започео тада непознати Сем Пекинпа. Избило је много спорова око пројекта и на крају се Кјубрик дистанцирао од онога што ће постати Једнооки Џекови (1961).
У фебруару 1959. године, Кјубрик је примио телефонски позив од Кирка Дагласа са захтевом да режира филм Спартак (1960), заснованом на Спартаковом устанку. Даглас је стекао права на роман Хауарда Фаста, а сценариста Далтон Трамбо, који је био на црној листи, почео је да пише сценарио. Продуцирао га је Даглас, који је такође глумио Спартака, а за улогу свог непријатеља, римског генерала и политичара Марка Лицинија Краса, ангажовао је Лоренса Оливијеа. Даглас је ангажовао Кјубрика за наводну накнаду од 150.000 долара да преузме режију убрзо након што је отпустио редитеља Ентонија Мана. Кјубрик је, са 31 годином, већ режирао четири дугометражна филма, а овај је постао његов убедљиво највећи, са глумачком поставом од преко 10.000 људи и буџетом од 6 милиона долара. У то време, ово је био најскупљи филм икада снимљен у Америци, а Кјубрик је постао најмлађи редитељ у историји Холивуда који је направио епско дело. То је био први пут да је Кјубрик снимао користећи анаморфни хоризонтални Super Technirama процес од 35 mm како би постигао ултра високу дефиницију, што му је омогућило да сними велике панорамске сцене, укључујући и једну са 8.000 обучених војника из Шпаније који представљају римску војску.
Спорови су избили током снимања филма. Кјубрик се жалио да нема потпуну креативну контролу над уметничким аспектима, инсистирајући на интензивној импровизацији током продукције. Кјубрик и Даглас су се такође сукобили око сценарија, а Кјубрик је разљутио Дагласа када је избацио скоро све његове реплике из првих 30 минута филма. Упркос проблемима на сету, Спартак је зарадио 14,6 милиона долара на благајнама у првом приказивању. Филм је етаблирао Кјубрика као великог редитеља, добивши шест номинација за Оскара и освојивши четири; ово је убедило Кјубрика да ако толико тога може направити од тако проблематичне продукције, онда може постићи све. Спартак је такође означио крај сарадње између Кјубрика и Дагласа.

### Сарадња са Питером Селерсом (1962–1964)

#### Лолита(1962)
Кјубрик и Харис су одлучили да започну продукцију Кјубриковог следећег филма, Лолита (1962), у Енглеској, због клаузула које су продуценти Warner Bros. ставили у уговор, а које су им давале потпуну контролу над филмом и чињенице да је Идијев план дозвољавао продуцентима да отпишу трошкове ако су 80% екипе чинили Британци. Уместо тога, потписали су уговор од милион долара са Елиот Хајмановом компанијом Associated Artists Productions, уз клаузулу која им је дала уметничку слободу коју су желели. Лолита, Кјубриков први покушај црне комедије, била је адаптација истоименог романа Владимира Набокова, приче о средњовечном универзитетском професору који се заљубљује у дванаестогодишњу девојчицу. Стилски, Лолита, са Питером Селерсом, Џејмсом Мејсоном, Шели Винтерс и Су Лајон у главним улогама, била је прелазни филм за Кјубрика, „означавајући прекретницу од натуралистичког филма... до надреализма каснијих филмова“, према речима филмског критичара Џина Јангблада. Кјубрик је био импресиониран Питером Селерсом и пружио му је једну од првих прилика да дивље импровизује током снимања, снимајући га са три камере.
Кјубрик је снимао филм 88 дана са буџетом од 2 милиона долара у студију Елстри, између октобра 1960. и марта 1961. године. Често се сукобљавао са Шели Винтерс, коју је сматрао „веома тешком“ и захтевном, и у једном тренутку је скоро отпустио. Због своје провокативне приче, Лолита је била Кјубриков први филм који је изазвао контроверзу; на крају је био приморан да се повинује цензури и уклони велики део еротског елемента односа између Хамберта и Лолите, што је било очигледно у Набоковљевом роману. Филм није постигао велики критички или комерцијални успех, зарадивши 3,7 милиона долара на благајнама на првој приказивању. Лолита је касније хваљена од стране критичара.

#### Доктор Стрејнџлав(1964)
Кјубриков следећи пројекат био је Доктор Стрејнџлав или: Како сам научио да не бринем и заволео бомбу (1964), још једна сатирична црна комедија. Кјубрик је постао преокупиран питањем нуклеарног рата како се Хладни рат одвијао педесетих година 20. века, па је чак размишљао о пресељењу у Аустралију јер се плашио да би Њујорк могао бити вероватна мета Руса. Проучио је преко 40 војних и политичких истраживачких књига на ту тему и на крају је дошао до закључка да „нико заправо ништа не зна и да је цела ситуација апсурдна“.
Након што је купио права на роман „Црвена узбуна“, Кјубрик је сарађивао са његовим аутором, Питером Џорџом, на сценарију. Првобитно је написан као озбиљан политички трилер, али је Кјубрик одлучио да „озбиљан третман“ теме не би био уверљив и сматрао је да би неке од његових најистакнутијих тачака биле материјал за комедију. Кјубриков дугогодишњи продуцент и пријатељ, Џејмс Б. Харис, сматрао је да филм треба да буде озбиљан, и њих двојица су се пријатељски растали због овог неслагања – Харис је касније продуцирао и режирао озбиљан хладноратовски трилер „Инцидент у Бедфорду“. Кјубрик и аутор „Црвене узбуне“ Џорџ су потом прерадили сценарио као сатиру (привремено названу „Деликатна равнотежа терора“) у којој је заплет „Црвене узбуне“ смештен као филм унутар филма који је направила ванземаљска интелигенција, али и ова идеја је напуштена, а Кјубрик је одлучио да филм сними као „скандалну црну комедију“.
Непосредно пре почетка снимања, Кјубрик је ангажовао познатог новинара и сатиричног аутора Терија Сатерна да сценарио трансформише у његов коначни облик, црну комедију, препуну сексуалних инсинуација, постајући филм који је показао Кјубрикове таленте као „јединствене врсте апсурдисте“ према речима филмског стручњака Абрамса. Сатерн је дао значајан допринос коначном сценарију и био је ко-наведен (испред Питера Џорџа) у уводним насловима филма; његова перципирана улога у писању касније је довела до јавног раздора између Кјубрика и Питера Џорџа, који се потом жалио у писму часопису Лајф да је Сатерново интензивно, али релативно кратко (од 16. новембра до 28. децембра 1962.) учешће у пројекту добијало претерани значај у медијима, док је његова сопствена улога као аутора романа на основу којег је филм почео, и његов десетомесечни боравак као ко-сценаристе, била умањена – перцепција коју Кјубрик очигледно није много урадио да реши.
Кјубрик је открио да би филм „Доктор Стрејнџлав“, продукција од 2 милиона долара која је запослила оно што је постала „прва важна екипа за визуелне ефекте на свету“, била немогућа за снимање у САД из разних техничких и политичких разлога, што га је приморало да пресели продукцију у Енглеску. Снимљен је за 15 недеља, завршен у априлу 1963. године, након чега је Кјубрик провео осам месеци монтирајући га. Питер Селерс је поново пристао да сарађује са Кјубриком и на крају је играо три различите улоге у филму.
По објављивању, филм је изазвао многе контроверзе и помешана мишљења. Филмски критичар The New York Times-а, Босли Кроутер, забринуо се да је то „дискредитација, па чак и презир према целом нашем одбрамбеном естаблишменту... најразорнија болесна шала коју сам икада видео“, док га је Роберт Брустин из филма „Out of This World“ у чланку из фебруара 1970. назвао „детињастом сатиром“. Кјубрик је одговорио на критике, наводећи: „Сатиричар је неко ко има веома скептичан поглед на људску природу, али ко и даље има оптимизам да од тога направи неку врсту шале. Колико год брутална та шала била“. Данас се филм сматра једним од најоштријих комедија икада снимљених и има скоро савршених 98% оцене на сајту Rotten Tomatoes на основу 91 рецензије. Ажурирано: новембар 2020. Амерички филмски институт га је прогласио 39. највећим америчким филмом и трећим највећим америчким хумористичким филмом свих времена, а 2010. године га је The Guardian прогласио шестим најбољим хумористичким филмом свих времена.

### Научна фантастика (1965–1971)

#### Одисеја у свемиру 2001(1968)
Кјубрик је провео пет година развијајући свој следећи филм, 2001: Одисеја у свемиру (1968), након што је био веома импресиониран романом писца научне фантастике Артура К. Кларка „Крај детињства“, о супериорној ванземаљској раси која помаже човечанству да елиминише своје старо ја. Након сусрета са Кларком у Њујорку у априлу 1964. године, Кјубрик је дао предлог да ради на својој краткој причи „Стражар“ из 1948. године, у којој монолит пронађен на Месецу упозорава ванземаљце на човечанство. Те године, Кларк је почео да пише роман „2001: Одисеја у свемиру“ и сарађивао је са Кјубриком на сценарију. Тема филма, рађање једне интелигенције од стране друге, развијена је у две паралелне приче које се пресецају на две различите временске скале. Једна приказује еволутивне прелазе између различитих фаза човека, од мајмуна до „звезданог детета“, док се човек поново рађа у ново постојање, а сваки корак води енигматична ванземаљска интелигенција која се види само у својим артефактима: низу наизглед неуништивих црних монолита старих еонима. У свемиру, непријатељ је суперкомпјутер познат као HAL који управља свемирским бродом, лик кога је романописац Кленси Сигал описао као „далеко, далеко људскијег, духовитијег и пристојнијег од било чега другог што може произаћи из овог далекосежног подухвата“.Кјубрик је интензивно истраживао за филм, обраћајући посебну пажњу на тачност и детаље у вези са тим како би будућност могла да изгледа. НАСА му је дала дозволу да посматра свемирску летелицу која се користи у мисији Ренџер 9 ради тачности. Снимање је почело 29. децембра 1965. године ископавањем монолита на Месецу, а снимци су снимљени у пустињи Намиб почетком 1967. године, док су сцене са мајмунима су завршене касније те године. Тим за специјалне ефекте наставио је да ради до краја године како би завршио филм, чиме је трошак достигао 10,5 милиона долара. 2001: Одисеја у свемиру је замишљена као Cinerama  спектакл и снимљена је у Super Panavision 70 формату, пружајући гледаоцу „блиставу мешавину маште и науке“ кроз револуционарне ефекте, који су Кјубрику донели његовог јединог Оскара, награду Академије за визуелне ефекте.  Кјубрик је коментарисао концепт филма за Rolling Stone: „На најдубљем психолошком нивоу, заплет филма симболизовао је потрагу за Богом и коначно постулира оно што је мало мање од научне дефиниције Бога. Филм се врти око ове метафизичке концепције, а реалистична хардверска опрема и документарна осећања о свему били су неопходни како би се поткопао ваш уграђени отпор према поетском концепту“.
По објављивању 1968. године, филм „2001: Одисеја у свемиру“ није одмах постао хит међу критичарима, који су му замерали недостатак дијалога, спор темпо и наизглед непробојну радњу. Филм је изгледао као да пркоси жанровским конвенцијама, за разлику од било ког научнофантастичног филма пре њега и очигледно другачији од било ког Кјубриковог ранијег дела. Кјубрик је био посебно огорчен оштром критиком Полин Кејл, која га је назвала „највећим аматерским филмом од свих“, где је навела да је  Кјубрик урадио „заиста сваку глупу ствар коју је икада пожелео да уради“. Упркос различитим критикама, филм „2001: Одисеја у свемиру“ је постепено стекао популарност и зарадио је 31 милион долара широм света до краја 1972. године. Данас се сматра једним од највећих и најутицајнијих филмова икада снимљених и налази се на листама 10 најбољих свих времена. Бакстер описује филм као „једно од најцењенијих и најдискутованијих остварења у историји кинематографије“, а Стивен Спилберг га је назвао „великим праском своје филмске генерације“. За биографа Винсента ЛоБрута, филм је „позиционирао Стенлија Кјубрика као чистог уметника рангираног међу мајсторима кинематографије“. Филм је означио Кјубрикову прву употребу класичне музике. Роџер Иберт пише: „Иако је Кјубрик првобитно наручио оригиналну музику од Алекса Норта, користио је класичне снимке као привремену траку током монтаже филма, и они су тако добро функционисали да их је задржао. Ово је била кључна одлука. Нортова музика, која је доступна на снимку, је добар посао филмске композиције, али би била погрешна за филм „2001“ јер, као и све музике, покушава да подвуче радњу – да нам да емоционалне знакове. Класична музика коју је Кјубрик изабрао постоји изван радње. Она уздиже. Жели да буде узвишена; доноси озбиљност и трансценденцију визуелним ефектима“, наводећи Кјубрикову употребу „Плавог Дунава“ Јохана Штрауса II и „Тако је говорио Заратустра“ Рихарда Штрауса.

#### Паклена поморанџа(1971)
Након завршетка филма 2001: Одисеја у свемиру, Кјубрик је тражио пројекат који би могао брзо да сними са скромнијим буџетом. Одлучио се за филм Паклена поморанџа (1971) крајем 1969. године, истраживање насиља и експерименталне рехабилитације од стране органа за спровођење закона, засновано на лику Алекса (кога је играо Малколм Макдауел). Кјубрик је добио примерак истоименог романа Ентонија Берџеса од Терија Садерна док су радили на филму Доктор Стрејнџлав, али га је одбио уз образложење да је надсат, улични језик за младе тинејџере, превише тежак за разумевање. Одлука да се сними филм о дегенерацији младих одражавала је савремене забринутости 1969. године; покрет Новог Холивуда стварао је велики број филмова који су приказивали сексуалност и бунтовност младих људи. Паклена поморанџа је снимљена током 1970–1971. године са буџетом од 2 милиона фунти. Кјубрик је напустио употребу CinemaScope-а током снимања, одлучивши да је формат широког екрана 1,66:1, по речима Бакстера, „прихватљив компромис између спектакла и интимности“, и фаворизовао је своје „ригорозно симетрично кадрирање“, које је „повећало лепоту његових композиција“. Филм у великој мери садржи „поп еротику“ тог периода, укључујући велики бели пластични сет мушких гениталија, декор којим је Кјубрик намеравао да му да „благо футуристички“ изглед. Макдауелова улога у филму Линдзи Андерсон „Ако...“ (1968) била је кључна за његову улогу Алекса, а Кјубрик је изјавио да вероватно не би снимио филм да Макдауел није био доступан. Филм је обележио Кјубрикову прву сарадњу са Венди Карлос, која је обезбедила електронске изведбе Хенрија Персела „Музика за сахрану краљице Марије“ и Бетовенове „Оде радости“.
Због приказа тинејџерског насиља, Паклена поморанџа постао је један од најконтроверзнијих филмова свог времена и део сталне дебате о насиљу и његовом величању у кинематографији. Добио је X оцену, или сертификат, и у Великој Британији и у САД, по објављивању непосредно пре Божића 1971. године, иако су многи критичари већи део насиља приказаног у филму сматрали сатиричним и мање насилним од филма „Сламнати пси“, који је објављен месец дана раније. Кјубрик је лично повукао филм из објављивања у Великој Британији након што је добио претње смрћу након низа имитација злочина заснованих на филму; стога је био потпуно легално недоступан у Великој Британији све до Кјубрикове смрти, а поново је објављен тек 2000. године. Џон Тревелијан, цензор филма, лично је сматрао да је „Паклена поморанџа“ „можда најбриљантнији комад филмске уметности који сам икада видео“ и веровао је да представља „интелектуални аргумент, а не садистички спектакл“ у свом приказу насиља, али је признао да се многи не би сложили. Упркос негативној медијској хајки око филма, „Паклена поморанџа“ је добила четири номинације за Оскара, за најбољи филм, најбољег редитеља, најбољи сценарио и најбољу монтажу, а Њујоршки круг филмских критичара га је прогласио најбољим филмом 1971. године. Након што је Вилијам Фридкин освојио награду за најбољег редитеља за филм „Француска веза“ те године, рекао је новинарима: „Лично, мислим да је Стенли Кјубрик најбољи амерички филмски стваралац године. У ствари, не само ове године, већ најбољи, тачка.“

### Снимање историјских и хорор филмова (1972–1980)

#### Бери Линдон(1975)
Бери Линдон (1975) је адаптација романа Вилијама Мејкписа Текереја „Срећа Барија Линдона“, пикарског романа о авантурама ирског лопова и друштвеног пењача из 18. века. Џон Кели из Ворнер Броса је 1972. године пристао да инвестира 2,5 милиона долара у филм, под условом да Кјубрик контактира велике холивудске звезде, како би осигурао успех. Као и претходни филмови, Кјубрик и његово уметничко одељење спровели су огромну количину истраживања о 18. веку. Снимљене су опсежне фотографије локација и уметничких дела, а слике су педантно реплициране са дела великих мајстора тог периода у филму. Филм је снимљен на локацијама у Ирској, почев од јесени 1973. године, по цени од 11 милиона долара са глумачком екипом од 170 људи. Одлука о снимању у Ирској проистекла је из чињенице да је још увек сачувала многе зграде из периода 18. века које су Енглеској недостајале. Продукција је била проблематична од самог почетка, праћена јаким кишама и политичким сукобима који су у то време укључивали Северну Ирску. Након што је Кјубрик добио претње смрћу од ИРА 1974. године због сцена снимања са енглеским војницима, побегао је из Ирске са породицом трајектом из Дун Лири под лажним идентитетом и наставио снимање у Енглеској.
Бакстер напомиње да је филм „Бари Линдон“ прославио Кјубрика због тога што је пажљиво обраћао пажњу на детаље, често захтевајући двадесет или тридесет понављања исте сцене како би усавршио своју уметност. Често се сматра његовим најаутентичнијим филмом, технике кинематографије и осветљења које су Кјубрик и сниматељ Џон Алкот користили у филму „Бари Линдон“ биле су веома иновативне. Сцене ентеријера снимљене су специјално прилагођеним објективом Zeiss велике брзине f/0.7, првобитно развијеним за НАСА-у за употребу у сателитској фотографији. Објективи су омогућили да многе сцене буду осветљене само светлошћу свећа, стварајући дводимензионалне слике дифузног светла које подсећају на слике из 18. века. Сниматељ Ален Давју наводи да метода пружа публици начин да види ликове и сцене онако како би их видели људи у то време. Многе борбене сцене снимљене су ручном камером како би се створио „осећај документарног реализма и непосредности“.
Филм „Бери Линдон“ је пронашао одличну публику у Француској, али је био неуспех на благајнама, зарадивши само 9,5 милиона долара на америчком тржишту, што није ни близу 30 милиона долара колико је било потребно Ворнер Бросу да оствари профит. Темпо и дужина филма „Бери Линдон“ од три сата одбили су многе америчке критичаре и публику, али је филм номинован за седам Оскара и освојио четири, укључујући награду за најбољу уметничку режију, најбољу кинематографију, најбољи костимографију и најбољу музичку партитуру, више од било ког другог Кјубриковог филма. Као и код већине Кјубрикових филмова, репутација Барија Линдона је расла током година и сада се сматра једним од његових најбољих, посебно међу филмским ствараоцима и критичарима. Бројне анкете, као што су „The Village Voice“ (1999), „Sight & Sound“ (2002), и „Time“ (2005), оцениле су га као један од највећих филмова икада снимљених. Ажурирано: март 2019., има оцену од 94% на сајту Rotten Tomatoes, на основу 64 рецензије. Иберт га је назвао „једним од најлепших филмова икада снимљених... свакако у сваком кадру Кјубриковим филмом: технички импресиван, емоционално дистанциран, немилосрдан у својој сумњи у људску доброту“.

#### Исијавање
Кјубрик је након овог филма одлучио да направи филм који ће напунити продуцентске касе, али и задовољити његов стваралачки нагон. Ишао је на сигурно и од бестселера Стивена Кинга „Исијавање“ направио сценарио за истоимени филм. Кинг је касније изразио велико незадољство Кјубриковом адаптацијом. Овај филм ће бити проглашен за један од најнапетијих хорор филмова. Филм је историјски значајан и по употреби стедикем технике у сцени проласка кроз ходник хотела.

### Каснији рад и последње године (1981–1999)

#### Бојеви метак
"Бојеви метак" је филм који говори о бесмислености Вијетнамског рата. Кјубрик је избегао морализовање и изношење политичких ставова и на готово документаран начин приказује сав ужас рата. Филм је подељен у две целине које могу да функционише саме за себе. Први део показује обуку маринаца који треба да иду у Вијетнам. Обука је сурова и многи и не издрже до краја. Један од ликова се под притиском ломи и убија наредника. Други део филма приказује борбе у урбаном делу Вијетнама. Страдања и патње војника су застрашујуће реалистичне. Ове сцене су снимљене у напуштеној фабрици гаса у Британији која је вешто претворена у вијетнамски град. Филм је закаснио са почетком дистрибуције, јер су се већ појавили филмови са тематиком Вијетнамског рата. Кад се узме у обзир да Кјубриков филм, за разлику од других, ниједног тренутка не прави хероје од америчких војника, јасно је зашто није имао већег комерцијалног успеха.

#### Широм затворених очију(1999)
Кјубриков последњи филм био је Широм затворених очију (1999), у којем су Том Круз и Никол Кидман глумили пар са Менхетна на сексуалној одисеји. Том Круз глуми доктора који је сведок бизарног маскираног квазирелигиозног оргијастичког ритуала у сеоској вили, открића које касније угрожава његов живот. Прича је заснована на фројдијанској новели Артура Шницлера из 1926. године Traumnovelle (Прича о сновима), коју је Кјубрик преместио из Беча с краја 19. и почетка 20. века у Њујорк 1990-их. Кјубрик је о роману рекао: „Тешка књига за описати - која добра књига није. Она истражује сексуалну амбивалентност срећног брака и покушава да изједначи важност сексуалних снова и онога што је могло бити са стварношћу. Сва Шницлерова дела су психолошки бриљантна“. Кјубрик је имао скоро 70 година, али је неуморно радио 15 месеци како би филм изашао до планираног датума објављивања, 16. јула 1999. године. Започео је писање сценарија са Фредериком Рафаелом, и радио је 18 сати дневно, уз потпуну поверљивост у вези са филмом.
Филм Широм затворених очију, као и пре њега Лолита и Паклена поморанџа, суочио се са цензуром пре објављивања. Кјубрик је послао недовршену претпремијеру звездама и продуцентима неколико месеци пре објављивања, али је његова изненадна смрт 7. марта 1999. године дошла неколико дана након што је завршио монтажу. Никада није видео коначну верзију објављену јавности, али јесте видео претпремијеру филма са Warner Bros, Крузом и Кидман, и наводно је рекао извршном директору Warner Bros. Џулијану Сениору да је то његов „најбољи филм икада“. У то време, критичко мишљење о филму је било помешано и било је мање позитивно од коментара за већину Кјубрикових филмова. Иберт му је доделио 3,5 од 4 звездице, упоређујући структуру са трилером и написавши да је „као еротско сањарење о пропуштеним шансама и избегнутим приликама“, и сматрао је да је Кјубрикова употреба осветљења за Божић учинила филм „помало дречавим, као урбану споредну представу“. Стивену Хантеру из The Washington Post се није свидео филм, написавши да је „заправо тужан, а не лош. Делује шкрипаво, древно, безнадежно одвојено, заљубљено у вруће табуе своје младости и неспособно да се повеже са том замршеном ствари у коју је савремена сексуалност постала.“

### Недовршени пројекти

#### 
Дана 1. новембра 2006, Филип Хобс, Кјубриков зет, најавио је да ће надгледати екранизацију филма Lunatic at Large, чији је сценарио Кјубрик у педесетима откупио од шунд романописца Џима Томпсона, али који се није могао пронаћи све до редитељеве смрти 1999.
Сценарио приписан Кјубрику коју је Ричард Адамс назвао The German Lieutenant може се пронаћи на интернету. Говори о групи немачких војника који се налазе на мисији током последњих дана Другог светског рата, упркос слабим изгледима за победу нацистичке Немачке у том раздобљу.
Кјубрик је намеравао да режира филм назван „I Stole 16 Million Dollars“, базиран по животу злогласног пљачкаша банака из тридесетих Вилија Сатона. Припремала га је продукцијска компанија Кирка Дагласа Бирна, али је Даглас на крају одбио филм. Кјубрик је покушао да наговори Керија Гранта али филм никад није снимљен.

#### Неименовани пројекат о Грађанском рату
Кјубрик је у педесетим написао прву верзију сценарија о Мосби Ранџерсима, јужњачкој герили у Америчком грађанском рату, али га није даље развијао.

#### 
У 2018. се појавио до тада изгубљени Кјубриков сценарио написан 1956. године по раније објављеној новели истог наслова. Филм је описан као антипод Лолити и прати момка који ступа у брак са старијом женом како би могао да заведе њену ћерку.

### Каснији заустављени пројекти
Кјубрик је током каријере имао неколико нереализованих пројеката.

#### Наполеон
Током постпродукције Одисеје, Кјубрик је планирао велики биографски филм о Наполеону Бонапарти. Пуно је истраживао, читао књиге о француским царевима те написао прелиминарни сценарио. Заједно са сарадницима направио је преглед места које је Наполеон походио током својих активних година. Кјубрик је посетио локације, планирајући да сними већи део филма у местима у којима је Наполеон провео живот.
У белешкама упућеним финансијерима пројекта, сачуваним у Кјубриковој архиви, Кјубрик је рекао како није сигуран како ће испасти његов филм о Наполеону, али је очекивао како ће снимити 'најбољи филм свих времена.' На крају је пројекат пропао из три разлога: (1) прескупих локација на којима је филм требало да буде сниман; (2) на Западу је објављена епска верзија романа Лава Толстоја, Рат и мир (1968), режисера Сергеја Бондарчука; (3) комерцијалног неуспеха Бондарчуковог филма Ватерло (1970), који је такође говорио о Наполеону. Кјубриков сценарио за овај филм је објављен на интернету, а део тих истраживања ће утицати на филм Бери Линдон (1975), радњом смештен у касни осамнаести век, мало пре Наполеонових ратова.
У филму је у улози Наполеона оригинално требало да наступи Џек Николсон, јер га је Кјубрик видео у филму Голи у седлу. Кјубрик и Николсон касније су сарађивали на Исијавању. Након година препродукције, филм је отказан на неодређено време у корист финансијски мање рискантних пројеката. Кјубрик је крајем 1987. рекао како још није одустао од пројекта, споменувши како је прочитао готово 500 књига о Наполеону.

#### Аријански записи
Почетком деведесетих Кјубрик је радио на филму по књизи Луиса Беглија, Ратне лажи, причу о дечаку и његовој мајци који се скривају за време холокауста. Прву верзију сценарија, названу „Аријански записи“, написао је сами Кјубрик. Џозеф Мазело је изабран за улогу дечака, а за мајку су разматране Џулија Робертс и Ума Турман. Кјубрик је ипак одлучио да не сними филм због Шиндлеров листе Стивена Спилберга која је објављена 1993. Осим тога, према Кјубриковој жени, Кристини, тема је постала предепресивна и претешка за редитеља. Кјубрик је с временом закључио како тачан филм о холокаусту сеже далеко изван граница кинематографије.

#### Неименовани пројекат о нацизму
Кјубрик је наводно био фасциниран каријером нацистичког филмског режисера Фејта Харлана, стрица своје жене, те разматрао филм о кругу људи око Јозефа Гебелса. Иако је Кјубрик радио на њему неколико година, пројекат никад није отишао даље од контуре приче.

### Напуштени пројекти које су довршили други
Стенли Кјубрик је радио на два пројекта која су довршили други режисери. На Једнооком Џеку је био позван као замена, као и на Спартаку. Вештачку интелигенцију је након његове смрти довршио Стивен Спилберг.

#### Једнооки Џек
Часопис Холивуд репортер најавио је 18.10. 1956. да је продуцент Франк Розенберг откупио права на роман Чарлса Нејдера The Authentic Death of Hendry Jones за 40 хиљада долара. Две године касније, Pennebaker Inc., независна продукцијска компанија Марлона Бранда, купила је права на роман као и прву верзију адаптацијског сценарија Сама Пекинпа за 150 хиљада долара. Тада је најављено како ће филм вероватно режирати Брандо.
Касније те године најављено је како ће ипак Кјубрик режирати Gun's Up, што је био радни наслов продукције. Убрзо након најаве, име филма је промењено у Једнооки Џек, а Пина Пелисер је најављена као главна глумица по „једногласном избору Бранда, Росенберга и Кјубрика“.
Кјубрик је 1958. одустао од режије филма са објашњењем о непремостивим ”кретивним разликама”. Убрзо је откупио права на Набоковљеву Лолитуи отпочео тај пројекат.
Режију је преузео и завршио Марлон Брандо, коме је то једини режирани филм у каријери.

#### Вештачка интелигенција
Пројекат на којем је Кјубрик радио неколико година завршио је његов пријатељ Стивен Спилберг. Током осамдесетих и раних деведесетих, Кјубрик је сарађивао са разним писцима (Брајан Олдис, Сара Мејтланд и Ијан Ворсон) на пројекту који се називао разним именима, као што су „Пинокио“ и „Вештачка интелигенција“. Филм је настао проширивањем Олдисове кратке приче „Super-Toys Last All Summer Long“, коју су Кјубрик и његови писци претворили у дугометражни филм у три чина. Филм је футуристичка бајка о роботу који се понаша као дете, а продат је као привремени сурогат породице чији је син пао у кому. Међутим, робот сазнаје за то, а власници га из сажаљења остављају у шуми како га у фабрици не би уништили. Остатак приче говори о роботовим покушајима да постане прави дечак, како би задобио мајчину љубав. У филму је наведена посвета „За Стенлија“.

### Одбијање сарадње
Кјубрик је хтео да сними филм према роману Умберта Ека Фукоово клатно који се појавио 1988. Еко је одбио, јер је био незадовољан екранизацијом свога претходног романа Име руже и зато што Кјубрик није био вољан да му препустити писање сценарија. Међутим, када је Кјубрик умро, Еко је рекао како жали што га је одбио.

## Приватни живот
Кјубрик се оженио својом љубављу из средње школе, Тобом Мец, карикатуристкињом, 29. маја 1948. године, када је имао 19 година. Пар је живео заједно у Гринич Вилиџу и развео се три године касније, 1951. године. Упознао је своју другу супругу, аустријску плесачицу и позоришну дизајнерку Рут Соботку, 1952. године. Живели су заједно у Ист Вилиџу у Њујорку почев од 1952. године, венчали су се у јануару 1955. и преселили се у Холивуд у јулу 1955, где је она играла кратку улогу балерине у Кјубриковом филму Пољубац убице (1955). Следеће године била је уметнички директор његовог филма Узалудна пљачка (1956). Развели су се 1957. године.
Током снимања филма Стазе славе у Минхену почетком 1957. године, Кјубрик је упознао немачку глумицу Кристијану Харлан, која је играла малу, али незаборавну улогу у филму. Кјубрик се оженио са Харлан 1958. године и пар је остао заједно 40 година, све до његове смрти 1999. године. Поред пасторке, имали су две ћерке: Ању Ренату (6. април 1959 – 7. јул 2009) и Вивијан Ванесу (рођену 5. августа 1960). Године 1959, настанили су се у кући на адреси Саут Камден Драјв 316 у Беверли Хилсу са њеном ћерком Катарином, која је имала шест година. Такође су живели у Њујорку, током којих је Кристијана студирала уметност у Лиги студената уметности Њујорка, а касније је постала независни уметник. Пар се преселио у Уједињено Краљевство 1961. године како би снимио Лолиту, а Кјубрик је ангажовао Питера Селерса да глуми у његовом следећем филму, Доктор Стрејнџлав. Селерс није могао да напусти Велику Британију, па је Кјубрик након тога стално живео у Британији. Та селидба је била прилично погодна за Кјубрика, јер је избегавао холивудски систем и његову машинерију за публицитет, а он и Кристијан су били узнемирени због пораста насиља у Њујорку.
Као радохоличар, Кјубрик је ретко ишао на одмор или напуштао Енглеску. Лобруто напомиње да је Кјубриков ограничени начин живота и жеља за приватношћу довела до лажних прича о његовој повучености, сличних онима Грете Гарбо, Хауарда Хјуза и Џ. Д. Селинџера. Мајкл Хер, Кјубриков ко-сценариста на филму Бојеви метак, који га је добро познавао, сматра његову „повученост“ митом: „Он би пропао као усамљеник, осим ако не верујете да је усамљеник једноставно неко ко ретко напушта своју кућу. Стенли је виђао много људи... био је један од најдружељубивијих људи које сам икада познавао и није ништа мењало то што се већина тог дружења одвијала преко телефона.“ Лобруто наводи да је један од разлога зашто је стекао репутацију пустињака био тај што је инсистирао да остане близу своје куће, али разлог за то је био тај што су за Кјубрика постојала само три места на планети где је могао да снима висококвалитетне филмове са потребном техничком стручношћу и опремом: Лос Анђелес, Њујорк или околина Лондона. Није волео да живи у Лос Анђелесу и сматрао је Лондон супериорнијим центром за филмску продукцију од Њујорка.
Норман Лојд је описао Кјубрика као „веома мрачног, помало намргођеног типа који је био веома озбиљан“. Мариса Беренсон, која је глумила у филму Бери Линдон, са сетом се присећала: „У њему је било велике нежности и био је страствен према свом послу. Оно што је било запањујуће била је његова огромна интелигенција, али је такође имао и одличан смисао за хумор. Био је веома стидљива особа и самозаштитнички настројен, али је био испуњен оним што га је покретало двадесет четири сата дневно.“ Кјубрик је посебно волео машине и техничку опрему, до те мере да је његова супруга Кристијана једном изјавила да би „Стенли био срећан са осам касетофона и једним паром панталона“. Кјубрик је добио пилотску дозволу у августу 1947. године, а неки су тврдили да је касније развио страх од летења, што је проистекло из инцидента почетком 1950-их када је колега погинуо у авионској несрећи. Њему су послати угљенисани остаци његовог фотоапарата и свезака који су га, према речима Пола Данкана, трауматизовали за цео живот. Такође имао снажно неповерење према лекарима и медицини.

## Смрт
Дана 7. марта 1999. године, шест дана након приказивања финалне верзије филма Широм затворених очију за своју породицу и звезде филма, Кјубрик је неочекивано преминуо од срчаног удара у сну у 70. години живота. Његова сахрана одржана је пет дана касније у имању Чајлдвикбери, а присуствовали су само блиски пријатељи и породица, укупно око 100 људи. Медији су били удаљени два и по километра испред улазне капије. Александар Вокер, који је присуствовао сахрани, описао ју је као „породични опроштај,... скоро као енглески пикник“ са виолончелистима, кларинетистима и певачима који су изводили музику из многих Кјубрикових омиљених класичних композиција. Рецитован је Кадиш, јеврејска молитва коју обично изговарају ожалошћени и у другим контекстима. У неколико његових некролога поменуто је његово јеврејско порекло. Међу онима који су одржали сахране били су његов рођак Јан Харлан, Тери Семел, Стивен Спилберг, Никол Кидман и Том Круз. Сахрањен је поред свог омиљеног дрвета на имању. У својој књизи посвећеној њему, његова супруга Кристијана је укључила један од његових омиљених цитата Оскара Вајлда: „Трагедија старости није у томе што је човек стар, већ у томе што је још увек млад.“

## Филмографија
| Година | Наслов                  | Наслов на енглеском језику | Режисер | Сценариста | Продуцент | Белешке                                                    | Ref(s).         |
| ------ | ----------------------- | -------------------------- | ------- | ---------- | --------- | ---------------------------------------------------------- | --------------- |
| 1952   | Страх и жеља            |                            | Да      | Не         | Да        | Монтажер и фотограф                                        | [ 182 ] [ 183 ] |
| 1955   | Пољубац убице           |                            | Да      | Не         | Да        | Монтажер и фотограф                                        | [ 184 ]         |
| 1956   | Узалудна пљачка         |                            | Да      | Да         | Не        |                                                            | [ 185 ]         |
| 1957   | Стазе славе             |                            | Да      | Да         | Да        |                                                            | [ 186 ]         |
| 1960   | Спартак                 |                            | Да      | Не         | Не        |                                                            | [ 187 ]         |
| 1962   | Лолита                  |                            | Да      | Не         | Не        |                                                            | [ 188 ]         |
| 1964   | Др Стрејнџлав           |                            | Да      | Да         | Да        |                                                            | [ 189 ]         |
| 1968   | Одисеја у свемиру 2001. |                            | Да      | Да         | Да        | Такође редитељ и дизајнер специјалних фотографских ефеката | [ 190 ]         |
| 1971   | Паклена поморанџа       |                            | Да      | Да         | Да        |                                                            | [ 191 ]         |
| 1975   | Бери Линдон             |                            | Да      | Да         | Да        |                                                            | [ 192 ]         |
| 1980   | Исијавање               |                            | Да      | Да         | Да        |                                                            | [ 193 ]         |
| 1987   | Бојеви метак            |                            | Да      | Да         | Да        |                                                            | [ 194 ]         |
| 1999   | Широм затворених очију  |                            | Да      | Да         | Да        | Постхумно објављено                                        | [ 195 ]         |

## Награде
Америчка филмска академија
- 1968- Најбољи визуелни ефекти Одисеја у свемиру 2001.[196]

Британска филмска академија
- 1975- Најбоља режија Бери Линдон[197]
- 1964- Најбољи филм Др Стрејнџлав или: Како сам научио да не бринем и заволео бомбу[198]

Национално удружење критичара
- 1975- Најбоља режија Бери Линдон

Удружење критичара Њујорка
- 1971- Најбољи филм Паклена поморанџа[199]
- 1971- Најбоља режија Паклена поморанџа[199]
- 1964- Најбоља режија Др Стрејнџлав или: Како сам научио да не бринем и заволео бомбу[200]